# Pablo Micheli
Pablo Micheli (Ferré, provincia de Buenos Aires, 4 de julio de 1959) es un sindicalista y político argentino, fue Secretario General de la Central de Trabajadores de la Argentina Autónoma (CTA-A) entre 2010 y 2018

## Biografía
Al finalizar sus estudios secundarios se inscribe en la carrera de Ingeniería Electrónica Naval donde, además, comienza su militancia en la Federación Juvenil Comunista. También comenzó a militar en ANUSATE una organización que tenía como objetivo recuperar la Asociación Trabajadores del Estado (ATE). Su primera tarea en ATE fue organizar la Juventud estatal y, promediando los años 1980, fue elegido Secretario de la Juventud de ATE en al ámbito nacional. Durante los años 1990 militó junto a Germán Abdala y Víctor De Gennaro. 
En 1992 fue parte de la fundación de la CTA. En esa misma época, asumió responsabilidades gremiales tanto en el Consejo Directivo Nacional de ATE como en la Seccional Capital, ocupando cargos que iban desde Vocal Suplente hasta la Secretaría General, en primer lugar en la ATE porteña y, desde 2003, a nivel nacional.
Encabezó las luchas contra las medidas del gobierno de Carlos Menem, como las privatizaciones de las empresas del Estado, el despido de trabajadores y la contratación precaria. Organizó las primeras Jornadas de Políticas Públicas para Trabajadores Estatales, al mismo tiempo que se me convertía en el primer Secretario General en firmar el Convenio Colectivo de Trabajo para la Administración Pública, discutido y debatido con el conjunto de los trabajadores.
En 2006 fue elegido Presidente de la Confederación Latinoamérica de Trabajadores del Estado (CLATE) que agrupa aproximadamente 4 millones de trabajadores. La CLATE está integrada por sindicatos de Argentina, Uruguay, Paraguay, Chile, Perú, Venezuela, Ecuador, Colombia, México, Cuba, República Dominicana, El Salvador, Puerto Rico, Brasil, Trinidad y Tobago, Panamá y Aruba.
A partir de 2006 ocupa la secretaría general adjunta de la CTA, representando a la Central en foros sindicales internacionales, fue miembro permanente de la delegación argentina ante la OIT, y miembro titular ante el Consejo del Salario Mínimo Vital y Móvil.
En septiembre de 2010 se llevaron a cabo las elecciones de la Central de Trabajadores de la Argentina por voto directo y secreto y fue elegido como Secretario General por mayoría de votos. En diciembre, se realizaron las elecciones complementarias donde con el voto de los trabajadores se consagró como Secretario General de la CTA Nacional, junto con Ricardo Peidro y José Rigane como los Secretarios Generales adjuntos.
El 29 de mayo de 2014 fue reelecto en su cargo por cerca del 90 % de los votos, junto a Ricardo Peidro y José Rigane como Secretarios Adjuntos.
Por diferencias internas con los sindicatos de base de la central, en 2016 parte de las secretarías de la CTA Autónoma comenzaron a trabajar de manera independiente a la conducción de Micheli, lo cual implicó el traslado de la CTA Autónoma a sus actuales oficinas, en Perón 3866 (CABA).
En 2018 se llevaron a cabo dos procesos electorales en la CTA Autónoma. Tras un extenso proceso judicial, se determinó que la legalidad y legitimidad se encontraba en el proceso electoral que consagró como secretario general a Ricardo Peidro, el sector que había roto relaciones con Micheli 2 años atrás.